# Lourtella resinosa
Lourtella resinosa là một loài thực vật có hoa trong họ Lythraceae. Loài này được S.A. Graham, Baas & Tobe mô tả khoa học đầu tiên năm 1987.